# Kostelec u Heřmanova Městce
Kostelec u Heřmanova Městce település Csehországban, a Chrudimi járásban. Kostelec u Heřmanova Městce Míčov-Sušice, Heřmanův Městec, Prachovice, Načešice, Vápenný Podol, Úherčice és Vyžice településekkel határos. Lakosainak száma 371 fő (2024. január 1.).

## Népesség
A település lakosságának változását az alábbi diagram mutatja:
| Lakosok száma | 487  | 607  | 557  | 433  | 298  | 324  | 342  | 362  | 360  | 371  |
|               | 1869 | 1900 | 1921 | 1961 | 1980 | 2011 | 2016 | 2019 | 2021 | 2024 |